# Naga Jaya I
Naga Jaya I is een bestuurslaag in het regentschap Simalungun van de provincie Noord-Sumatra, Indonesië. Naga Jaya I telt 4716 inwoners (volkstelling 2010).